# جوزيب ميتزجر
جوزيب ميتزجر هو ضابط كرواتي، ولد في 17 أغسطس 1883 في Kačarevo ‏ في صربيا، وتوفي في 21 يونيو 1945 في زغرب في كرواتيا.